# Кач
Кач (серб. Каћ, Kać) — колишнє приміське село, а тепер містечко в Сербії, приналежний до міської общини Нові-Сад Південно-Бацького округу в багатоетнічному, автономному краю Воєводина.

## Населення
Населення містечка становить 11 593 особи (2002, перепис), з них:
- серби — 10 094 — 90,39%;
- мадяри — 456 — 4,08%;
- югослави — 155 — 1,38%;

Решту жителів  — з десяток різних етносів, зокрема: чорногорці, хорвати, словаки і до півсотні русинів-українців, частина з яких вже асимілювалися.